# ST Circus
ST Circus fu un'operazione segreta della CIA a sostegno della ribellione tibetana contro l'occupazione cinese.

## Descrizione
Tra il 1950 e il 1959, la Repubblica popolare Cinese occupò gradualmente il Tibet, allora retto dal governo dei Dalai Lama, che mandò alcune delegazioni in India, Nepal, Gran Bretagna, Stati Uniti d'America e Cina per aprire alcuni negoziati con cui riconoscere a livello internazionale l'autonomia e l'indipendenza tibetana e ottenere aiuti significativi, sebbene solo quella inviata a Pechino venne ricevuta per intavolare una discussione, mentre gli altri Paesi scelsero per varie ragioni politiche la linea del non intervento. Washington, in quel tempo già impegnata sul fronte coreano, incaricò la CIA di pianificare un'adeguata resistenza da parte dei tibetani alle forze armate cinesi.
I primi contatti diretti tra la CIA e il governo di Lhasa ebbero luogo nel 1951, e videro il XIV Dalai Lama, che aveva assunto i pieni poteri politici da appena un anno, e gli agenti segreti statunitensi in contatto tra loro attraverso l'ambasciata statunitense a Nuova Delhi e il consolato a Calcutta. Il Pentagono assicurò al XIV Dalai Lama armi leggere e aiuti finanziari al movimento di resistenza, e nell'estate 1956 ebbe inizio l'operazione ST Circus, atta ad assicurare l'autonomia del Tibet dalla Cina, altro grande Stato comunista di cui gli Stati Uniti d'America desideravano contenere l'influenza.
La CIA addestrò ed equipaggiò per anni i partigiani tibetani nella lotta armata moderna, versando peraltro annualmente un milione e settecentomila dollari, somme dichiarate come aiuto finanziario al XIV Dalai Lama. Ottantacinquemila tibetani vennero addestrati in campi segreti prima sulle isole dei mari del sud, poi a Camp Hale, sulle Montagne Rocciose, dove le condizioni climatiche erano simili a quelle in Tibet, venendo poi paracadutati in piccoli gruppi da alcuni bombardieri Boeing B17, senza contrassegni e in volo a bassa quota sull' altopiano tibetano, ove costituirono la formazione chiamata Chushi Gangdrug, impegnata in decine azioni d'attacco, disturbo ed informazione militare prevalentemente nel Tibet nordorientale. I due fratelli maggiori del XIV Dalai Lama, il XXIV Taktser Rinpoche, e Gyalo Thondup, ebbero un ruolo molto attivo nella vicenda: il primo raccoglieva fondi e dirigeva la propaganda, l'altro organizzava la resistenza materiale e faceva da interprete tra gli agenti segreti statunitensi e i guerriglieri tibetani.
Nel 1959, con l'aggravarsi degli scontri tra tibetani ed autorità cinesi e a seguito di una grande rivolta a Lhasa, il XIV Dalai Lama lasciò il Tibet con l'aiuto dei partigiani e della CIA, rifugiandosi in India, ove ottenne lo stato di rifugiato insieme a centinaia di altri profughi tibetani di tutte le classi sociali, ma l'operazione ST Circus proseguì tra alterne vicende fino al 1965, per poi interrompersi definitivamente nel 1972, a seguito della storica visita del Presidente Nixon a Pechino del 1972, in seguito alla quale gli Stati Uniti abbandonarono la teoria delle due Cine, riconoscendo l'indivisibilità del Paese e impegnandosi a ritirare tutte le forze militari di stanza a Taiwan, e quindi il sostegno alla causa dell'indipendenza del Tibet. In cambio, i cinesi riconobbero sostanzialmente la supremazia statunitense nell'Oceano Pacifico, isolando l'Unione Sovietica.
Nel 1991, il XIV Dalai Lama pubblicò un'autobiografia, La libertà nell'esilio, in cui si espresse in tono critico nei riguardi degli aiuti del governo statunitense e della CIA: «La CIA appoggiò l'indipendenza del Tibet non perché l'avesse a cuore, ma perché la vedeva come parte del suo impegno mondiale atta a destabilizzare i governi comunisti.». Successivamente, nel 1995, aggiunse che sebbene l'intervento statunitense fosse stato di aiuto al morale di coloro che combattevano i cinesi «migliaia di vite si spensero nella resistenza», e che «il governo degli Stati Uniti si era impegnato negli affari del Tibet non per aiutarlo, ma solo come strategia nel contesto della Guerra fredda contro gli interessi della Cina comunista». Nel 1999, peraltro, dichiarò che il programma tibetano della CIA era stato dannoso per il Tibet perché era stato finalizzato principalmente alla tutela degli interessi statunitensi: «E una volta cambiata la politica statunitense nei confronti della Cina, tale aiuto venne meno.».
Negli anni, l'aiuto bellico e finanziario da parte dei servizi segreti statunitensi fu un principio fondamentale con cui il XIV Dalai Lama venne criticato dai mezzi di comunicazione di massa cinesi e da alcuni studiosi occidentali filocinesi, ma anche da varie fonti neutrali.